# 陳光斗
陳光斗（1914年12月01日－2018年10月31日），中華民國空軍中將，「人道遠征」最後一位健在的機組員。

## 生平
生於河北省東光縣、中國無線電工程學校畢業、1937年夏，日軍入侵中國，七七事變爆發，陳光斗毅然投効軍旅考入空軍通校。因表現優異，提前被選派到中國空軍重轟機隊服務。數月後被密調至空軍第十四隊，參加了遠征日本本土的中國空軍遠征隊機組，並於1938年5月東征日本紙彈轟炸，史稱“人道遠征”。當時通信與導航設備簡陋，為順利完成遠征日本本土任務，出任務前陳光斗和吳積沖兩人特別設計了一套連鎖陸空通信網，還完成了一個定向電台連鎖網。此後，陳光斗先後出任空軍轟炸總隊第八大隊及第五大隊教官通信長等職務。常隨機出撃直接參戰。於上海、漢口、岳陽、公安等戰區，執行隨機轟炸重任，遏阻日軍剽掠進犯，並參加運城及鄂西會戰戰鬥十數次，1944年初任美國第十四航空隊聯絡參謀至抗日戰爭勝利。
1946年夏，空軍派員整頓中國航空公司，陳光斗奉命前往主持通信業務事宜。一年後被調回空軍，歷任空軍通校教授科長、空軍雷達大隊長、戰管大隊長、通信大隊長、通信聯隊參謀長、副聯隊長、空軍通校教育處長、戰管聯隊副聯隊長、作戰司令部參謀長、國防部統一通信指揮部北部地區指揮部指揮官、空軍總司令部通信電子處處長、國防部通信局中將局長及作戰計劃委員會委員等職務。
曾獲頒忠勤、抗戰勝利、乾元、復興、光華、宣威等勳獎章殊榮。陳光斗三十五年軍旅生涯，直到民國六十一年自空軍退伍。
退伍後任職中華航空公司督察室主任，榮電公司、欣電公司董事長等職。陳光斗2018年10月31日在美國南加州睡夢中安詳離世，享年105歲。

## 荣誉

### 中华民国勋章奖章
- 抗戰勝利勳章

- 乾元勋章

- 空军复兴荣誉勋章

- 忠勤勳章

## 褒揚令
總統蔡英文於2018年11月21日頒贈褒揚令，內容全文為：

空軍中將陳光斗，沉毅耿介，器略淵通。少歲中原板蕩，請纓展驥，卒業空軍通信學校，嗣入三軍聯合參謀大學、美國三軍工業大學暨國防研究院深造，強化專業技能學養，積累軍事武備新知，韜鈐精研，幹濟有聲。歷任國防部統一通信指揮部北部地區指揮部指揮官、通信局局長、空軍總司令部通信電子處處長、作戰計劃委員會委員等職，碩擘籌維，迭膺重寄。尤以對日抗戰期間，無畏形勢艱虞險棘，銜命遠征敵方本土；克盡傳單空投要務，發揮文宣心戰殊效，忘身履危，樹績建功。復於上海、漢口、岳陽、公安等戰區，執行隨機轟炸重任，遏阻日軍剽掠進犯，鼙鼓振旅，戮力安攘。曾獲頒忠勤、抗戰勝利、乾元、復興、光華、宣威等勳獎章殊榮。綜其生平，鐵翼鷹揚，勇作抵禦外侮之先鋒；攄忠護民，誓為戍衛邦國之干城，崇勛懋業，允垂世範。遽聞上壽歸真，軫悼良殷，應予明令褒揚，用示政府篤念忠藎之至意。

總　　　統　蔡英文　　　　

行政院院長　賴清德　　　　